# František Jílek
František Jílek (Brünn, 22 de mayo de 1913 – Brno, 16 de septiembre de 1993) fue un director de orquesta checo especialmente conocido por sus interpretaciones de las obras de Leoš Janáček.

## Biografía
Jílek comenzó a estudiar piano y composición como alumno de Jaroslav Kvapil, y luego estudió dirección de orquesta con Antonín Balatka y Zdeněk Chalabala en el Conservatorio de Brno. En 1937, Jílek completó su educación en el Conservatorio de Praga, en la clase magistral de Vítězslav Novák. De 1938 a 1949 dirigió la ópera en Ostrava. En 1952, se convirtió en el director principal de la Ópera Janáček en Brno, cargo que ocupó durante 25 años. Durante su carrera, Jílek dirigió con frecuencia la orquesta del Teatro Nacional de Praga, la Filarmónica Checa y diversas orquestas en el extranjero. En 1978, se convirtió en director de la Orquesta Filarmónica de Brno.

## Repertorio
Dirigió las óperas completas de Bedřich Smetana y de Leoš Janáček, y también se concentró en el repertorio operístico ruso e italiano. Las grabaciones de sus interpretaciones de las obras de Janáček, Novák y Martinů están disponibles en el sello checo Supraphon. Fue galardonado con el Orphée d'Or de l'Academie National du Disque Lyrique (Premio Arturo Toscanini - Paul Vergnes) por la grabación de la ópera Jenůfa de Janáček en 1980.

## Discografía seleccionada
- Fibich: La novia de Mesina CD. 11 1492-2 612 (Supraphon)[3]
- Janáček: Las excursiones del señor Broucek CD. 11 2153-20612 (Supraphon)[4]
- Janáček: Osud CD. SU 0045-2 611 (Supraphon)[5]
- Janáček: Jenůfa CD. SU 3869-2 612 (Supraphon)[6]
- Janáček: Obras orquestales I.-III. CD. SU 3886-3888-2 031 (Supraphon)[7][8][9]